# Gaspard et Balthazar Marsy
Pour les articles homonymes, voir Marsy.

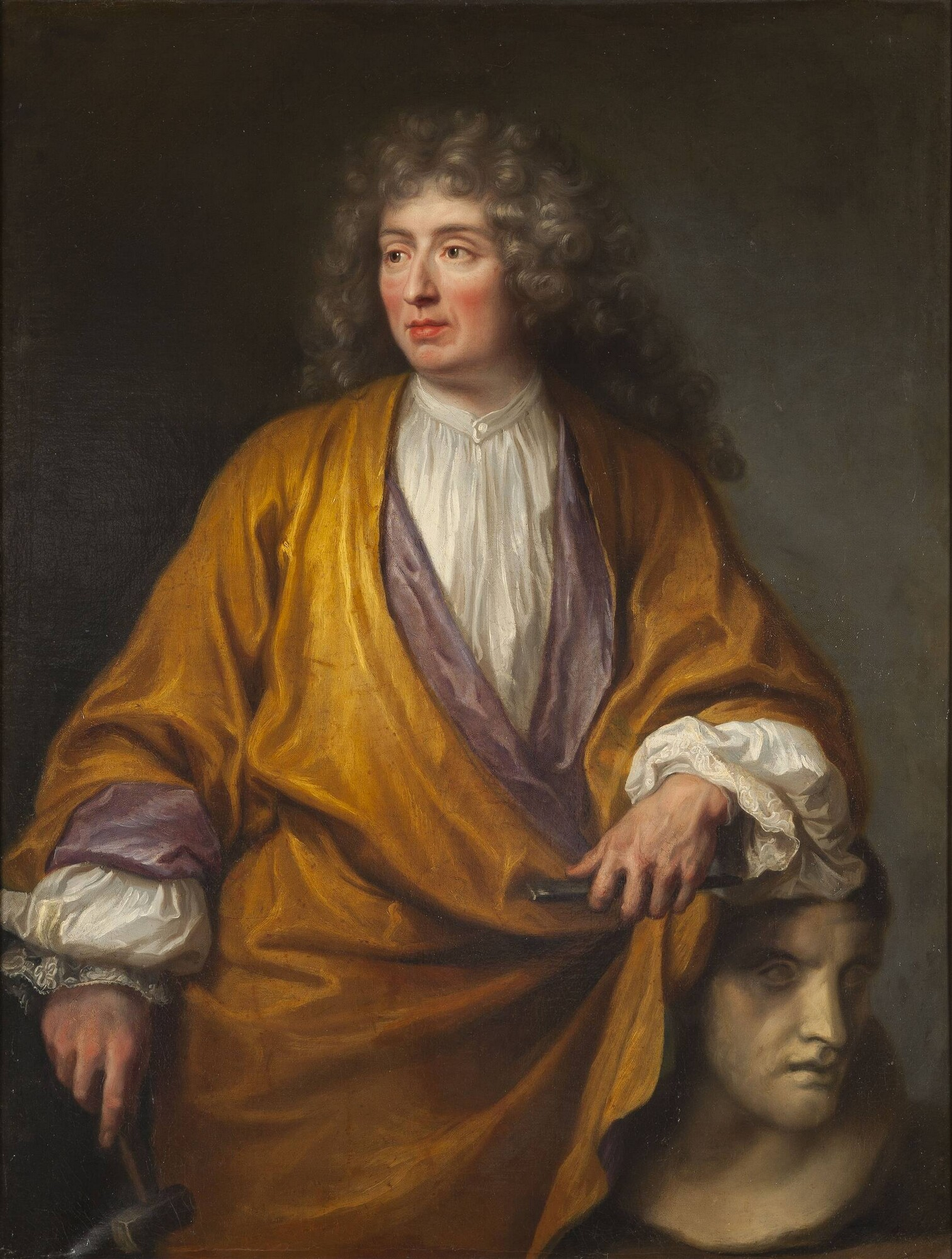
Portrait de Gaspard Marsy par Jacques Carré, 1682.

Gaspard et Balthazar Marsy (Gaspard : décembre 1624 à Cambrai en France - Paris, 10 décembre 1681 ; Balthazar : 6 janvier 1628 à Cambrai en France - Paris, 16 mai 1674) sont deux frères, tous deux sculpteurs français reçus à l'Académie royale de peinture et de sculpture.

## Biographie

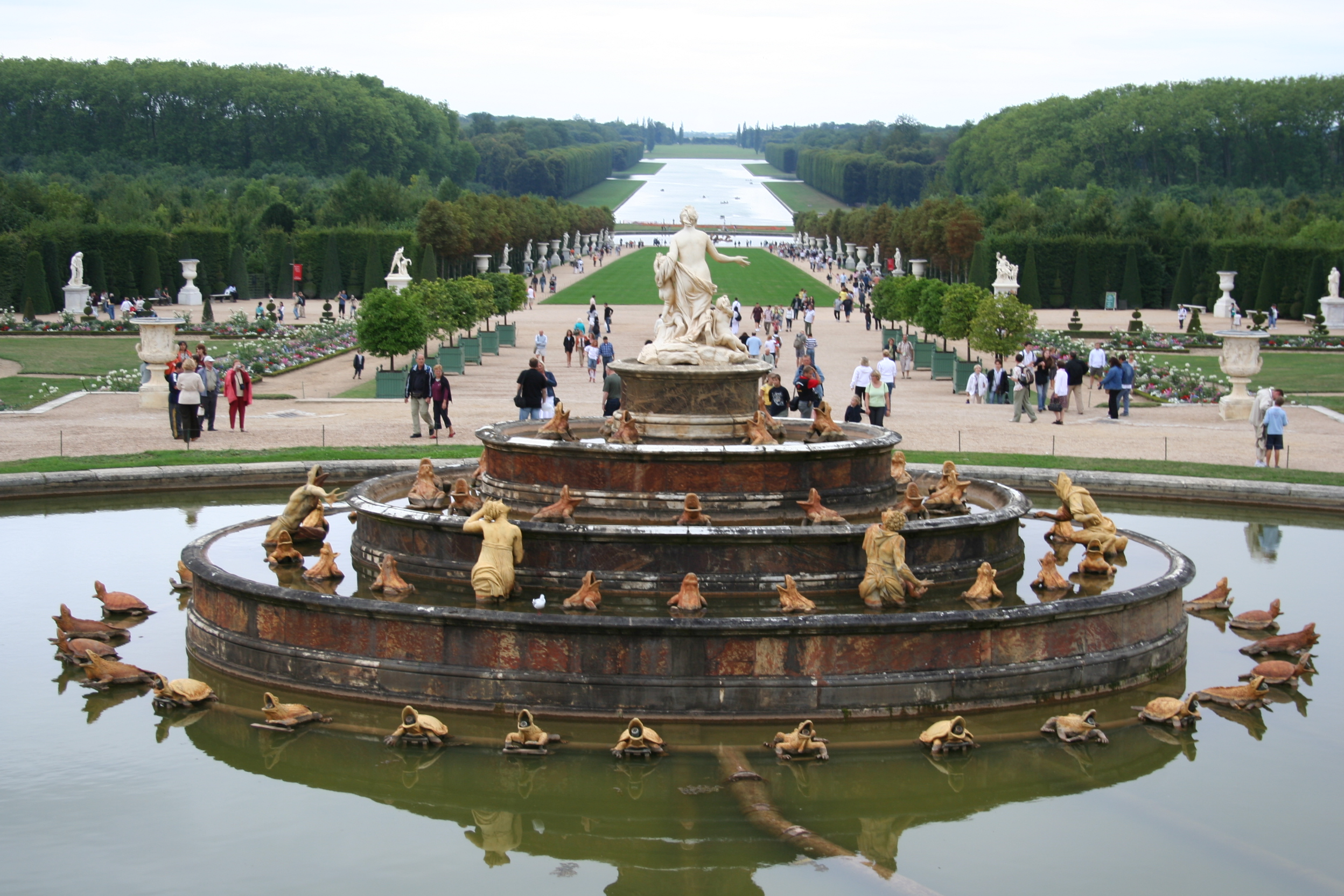
Bassin de Latone, Jardins du château de Versailles

Leur père Jaspar Marsy, né en 1600 à Salesches et mort en 1674, était le sculpteur principal de la ville de Cambrai. Il était marié Jacqueline Tabagniez. On lui doit le transept et le cloître de l'ancienne abbaye Saint-Aubert (actuelle église Saint-Géry de Cambrai), les chapelles de l'ancienne cathédrale Notre-Dame de Cambrai et de l'église Saint-Géry, ainsi que le décor de la façade et de la nef de l'église Saint-Martin du Cateau. L'église Saint-Géry de Cambrai possède toujours le jubé qu'il réalisa en 1632. Une statue de sainte Agnès est visible au musée des beaux-arts de Cambrai. 
Les frères Gaspard et Balthazar s'établirent à Paris en 1648, où ils travaillèrent surtout pour le Roi (le Louvre) et en particulier au château de Versailles.
Il est difficile de faire la distinction entre le travail de chacun des frères qui travaillèrent pour l'essentiel en binôme.

## Œuvres principales

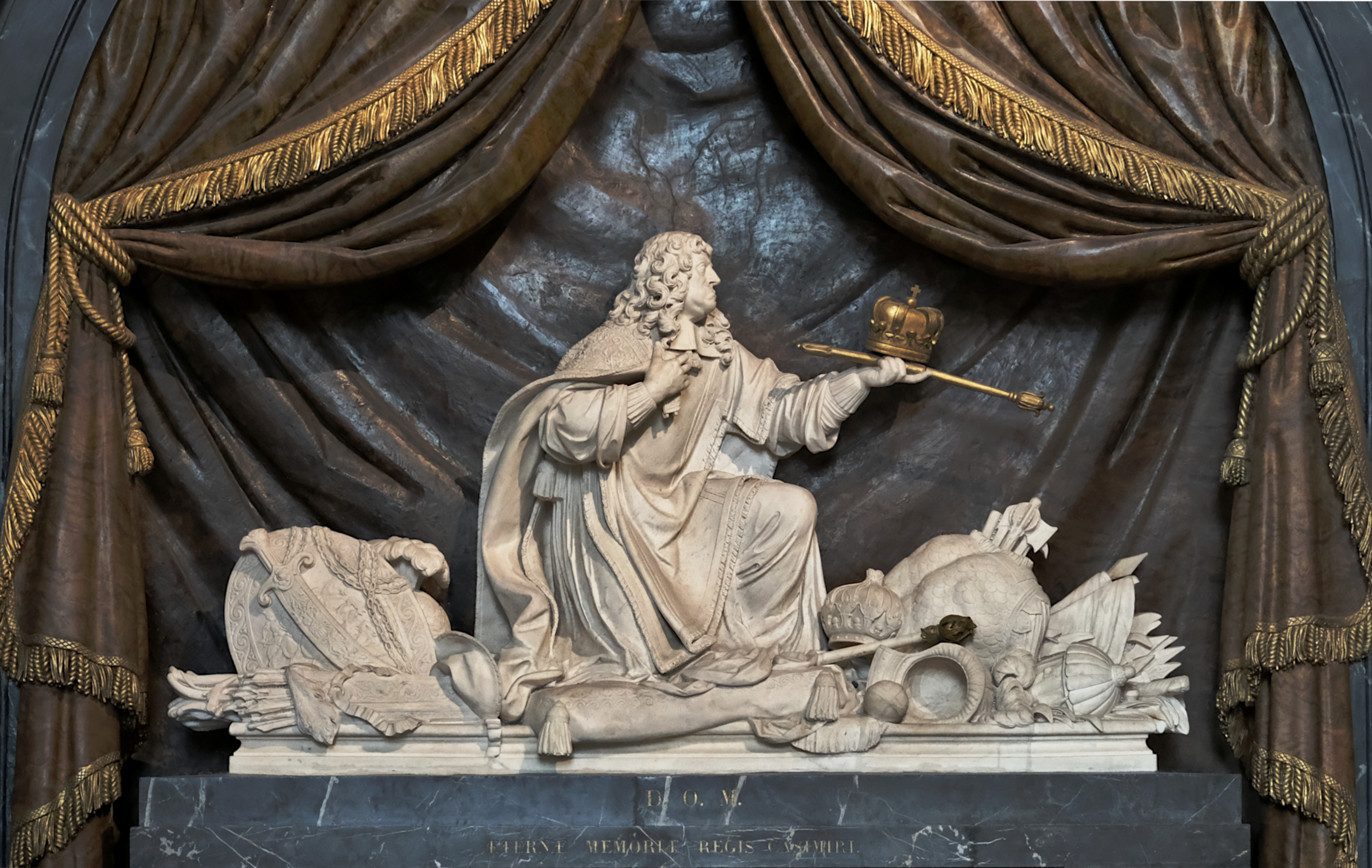
Cénotaphe de Jean II Casimir roi de Pologne.

Ils sculptèrent le tombeau de Casimir, roi de Pologne, situé dans l'église Saint-Germain-des-Prés. Ils participent également, sous la direction de Charles Errard, à la décoration sculptée de l'appartement d'été d'Anne d'Autriche au Louvre.
On leur doit surtout le groupe sculpté du bassin de Latone (1668-1670), pièce maîtresse du parc de Versailles, qui représente un épisode de la vie de la déesse Léto, rapporté par Ovide.

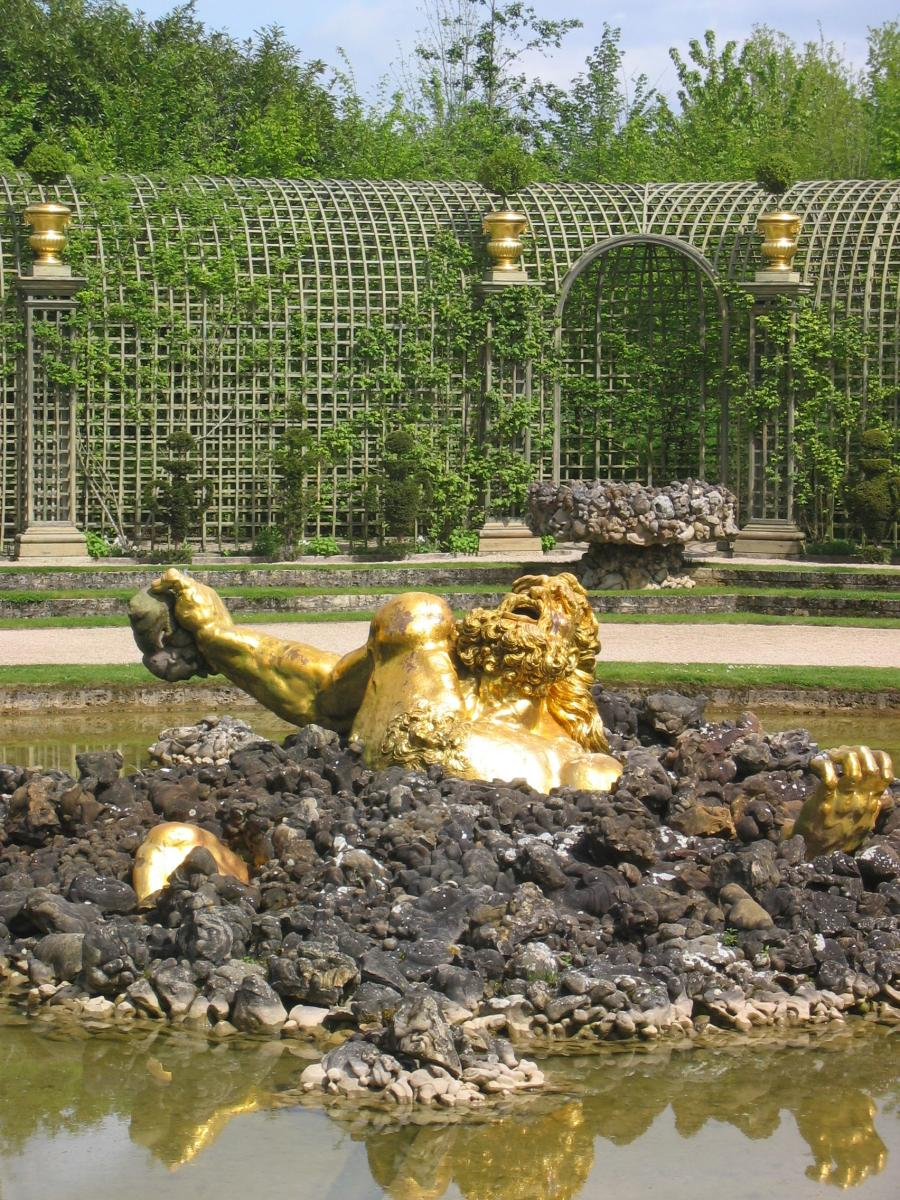
Fontaine du géant Encelade

La déesse, mal reçue par les paysans de Lycie, qui cherchent à l'empêcher de donner à boire à ses deux enfants, Apollon et Artémis, implore la protection de Zeus, le père de ses enfants. Celui-ci donne le pouvoir à la déesse de transformer les paysans en grenouille.
La composition pyramidale, qui place Léto au centre, contre laquelle se blottissent ses enfants, et les paysans, en cours de métamorphose, en cercles concentriques autour d'elle, est particulièrement réussie.
Les années suivantes, les deux frères réalisent également des sculptures pour deux bassins : Bacchus ivre (1673-1675) et le géant Encelade (1672-1676).
Ils réalisèrent également Le Point du jour, le quadrige d'Apollon, le bassin du Dragon et des représentations des Mois sur la façade du château.